# Рыбинский выселок
Рыбинский выселок, также Свинуха — исчезнувшая деревня на территории Ольховского района Волгоградской области. Располагалась на реке Иловле. Появился в 1861 году как выселок села Рыбинка.

## География
Деревня располагалась на левом, низком, берегу реки Иловли, которая протекала в пределах выселка на протяжении 11⁄3 километра. Расстояние до волостного центра села Саламатина составляло 4 км, до уездного города Камышина — 52 км, до Рыбинки — 2—3 км, до Саламатинского выселка — 1 км.
Почва в поселении представляла собой сероватый суглинок и солонец и песок, подпочва — жёлтая глина.
К началу XX века деревня состояла из двух улиц, одна из которых шла параллельно реке с севера на юг, а другая — перпендикулярно реке с востока на запад.

## История
Выселена в 1861 году из села Рыбинки после того, как Удельное ведомство выделило крестьянам надел на новых землях. Название деревня получила по месту исхода крестьян. Основное занятие населения до революции — земледелие. Территориально деревня входила в Саламатинскую волость Камышинского уезда Саратовской губернии.

## Население
По земской переписи 1886 года в Рыбинском выселке находилось 43 домохозяйства, в которых проживало 312 человек, в том числе 160 мужчин и 152 женщины бывших удельных крестьян. В 1890 году — 370 человек (197 мужчин и 173 женщины). В 1894 году — 51 двор, в котором 404 жителя (215 мужчин и 189 женщины), составляющих одно общество. При этом 390 человек были православными, а 12 — молокане. В этническом плане жители принадлежали к великороссам.
В церковном плане относилась к приходу Казанской церкви села Рыбинки.